# フォルクスワーゲン・ターレック
ターレック (英語: Tarek) はフォルクスワーゲンがダカール・ラリー参戦を目的に、グループT2規定（当時のスーパープロダクション=プロトタイプや改造車、現在のグループT1）の下に開発した、二輪駆動のバギーカーである。

## 概要
2002年11月のエッセンモーターショーにて、フォルクスワーゲンは2003年のダカール・ラリーにこのターレックでワークス参戦することを発表した。
背後では四輪駆動のフォルクスワーゲン・レーストゥアレグの開発が行われており、ターレックはレーストゥアレグを投入する前に若いチームの習熟を行うための練習機であった。
車名はアラビア語に由来し「道」という意味を持つ。またフォルクスワーゲン・W12ナルドとのデザインの関連性もあり、「デザート・ナルド」とも呼ばれた。
2003年ダカールでステファン・アンラールとユタ・クラインシュミットがそれぞれ総合6-8位、ディーゼル二輪駆動車クラス1-2位フィニッシュを記録した。
翌年以降はレーストゥアレグの登場によりガレージにしまわれていたが、ターレックでチーム1の好成績を収めたにもかかわらず理不尽にもワークスを放出されたベルギーのステファン・アンラールが、2004年ダカールでSMGバギーのトラブルに懲りた後にターレックを購入。ベルギーのアウディ・VWクラブの支援を受けながら、以降彼が運用し続けた。なおアンラールは2000年に自分の一人乗りバギーに載せて、初めてTDIをダカールに持ち込んだ経歴の持ち主であり、自身のチームを運用するのは初めてでは無かった。
2005年にはファラオ・ラリーで並み居るワークス四輪駆動勢を破り総合優勝を飾り、2007年ダカールでは総合10位に入った。その後に『フォルクスワーゲン・バギー HRT TDI』の名称で3.0リッターV6ディーゼルエンジンを搭載し、2010年ダカールをディーゼル二輪駆動車クラスで1位完走を果たした。2011〜2012年にはアフリカ・エコレースでも同クラスで優勝している。

## メカニズム
パイプフレームにイタルデザイン・ジウジアーロによる CFRP の外装を持つ後輪駆動のバギーである。車両重量は1,180kg。
エンジンは最大出力160 kW （218馬力）/4250rpm、最大トルク390Nm/3000rpmを発生する 1.9 L 直列 4 気筒 TDI ターボディーゼルを搭載する。

## 戦績
| ドライバー               | コ・ドライバー             | ステージ順位 | ステージ順位 | ステージ順位 | ステージ順位 | ステージ順位 | ステージ順位 | ステージ順位 | ステージ順位 | ステージ順位 | ステージ順位 | ステージ順位 | ステージ順位 | ステージ順位 | ステージ順位 | ステージ順位 | ステージ順位 | ステージ順位 | 総合順位 | クラス順位 |
| ドライバー               | コ・ドライバー             | 1            | 2            | 3            | 4            | 5            | 6            | 7            | 8            | 9            | 10           | 11           | 12           | 13           | 14           | 15           | 16           | 17           | 総合順位 | クラス順位 |
| ------------------------ | -------------------------- | ------------ | ------------ | ------------ | ------------ | ------------ | ------------ | ------------ | ------------ | ------------ | ------------ | ------------ | ------------ | ------------ | ------------ | ------------ | ------------ | ------------ | -------- | ---------- |
| ユタ・クラインシュミット | ファブリツィア・ポンズ     | 12           | 64           | 15           | 31           | 10           | 8            | 5            | 6            | 6            | 6            | 66           | 9            | 10           | 33           | 11           | 7            | 3            | 8        | 2          |
| ステファン・アンラール   | ボビー・ウィリス           | 5            | 15           | 3            | 14           | 6            | 9            | 9            | 9            | 16           | 8            | 12           | 10           | 9            | 8            | 10           | 2            | 5            | 6        | 1          |
| ディーター・デッピング   | ヴァルター・バッハフーバー | 19           | 13           | 8            | 13           | Ret          | Ret          | Ret          | Ret          | Ret          | Ret          | Ret          | Ret          | Ret          | Ret          | Ret          | Ret          | Ret          | Ret      | Ret        |

| イベント             | ドライバー               | コ・ドライバー         | 総合順位 | クラス順位 |
| -------------------- | ------------------------ | ---------------------- | -------- | ---------- |
| イタリアン･バハ 2003 | ユタ・クラインシュミット | ファブリツィア・ポンズ | 7        | 2          |
| イタリアン･バハ 2003 | ステファン・アンラール   | アラン・ロー           | 4        | 1          |